# Léo Barbosa
Yhgor Leonardo Castro Leite (Porto Nacional, 5 de maio de 1989) conhecido popularmente como Léo Barbosa é um político do estado do Tocantins filiado ao Republicanos.

## Biografia
Nascido no ano de 1989, na cidade de Porto Nacional, município do interior do estado do Tocantins, Léo Barbosa é filho do ex-vice-governador de Tocantins e atual governador do estado, Wanderlei Barbosa e de Blandina Castro.
Nas eleições municipais de 2016, candidatou-se a vereança de Palmas, obtendo êxito e sendo o vereador mais bem votado do município com 2.678 votos.
Nas eleições estaduais de 2018 do Tocantins, foi candidato pela primeira vez ao cargo de Deputado Estadual sendo eleito candidato mais votado com 23.477 votos. Em 2022, deixou o Solidariedade (SD), e filiou-se ao Republicanos, juntamente com seu pai.
Após a mudança de partido, disputou a reeleição na Assembleia Legislativa do Tocantins (Aleto). Barbosa foi eleito com 32.885 votos - sendo o candidato mais bem votado da história do estado na disputa desse cargo.

### Desempenho eleitoral
| Ano  | Cargo                          | Partido      | Votos  | Resultado | Ref.  |
| ---- | ------------------------------ | ------------ | ------ | --------- | ----- |
| 2016 | Vereador de Palmas             | SD           | 2.678  | Eleito    | [ 7 ] |
| 2018 | Deputado estadual do Tocantins | SD           | 23.477 | Eleito    | [ 8 ] |
| 2022 | Deputado estadual do Tocantins | Republicanos | 32.885 | Eleito    | [ 9 ] |

## Vida pessoal
Filho de Wanderley Barbosa, é casado com Allyne Castro e tem dois filhos.